# محمدقلی نادعلیان
محمدقلی نادعلیان (زاده ۱۳۱۵، مهدیشهر) دامپزشک ایرانی و دارای رتبه استادی دانشگاه تهران در رشته دامپزشکی است. وی در سال ۱۳۸۴ به عنوان چهره ماندگار علمی کشور برگزیده شد. نادعلیان ده‌ها کتاب و مقاله پیرامون رشته تخصصی‌اش ارائه کرده و شاگردان زیادی را در طول نیم قرن فعالیت علمی به جامعه دامپزشکی کشور افزوده‌است. نادعلیان در حال حاضر عضو پیوسته فرهنگستان علوم ایران است.

## زندگی
محمدقلی نادعلیان در سال ۱۳۱۵ در مهدیشهر استان سمنان متولد شد. پس از تمام شدن تحصیلات ابتدایی در مهدیشهر، به تهران رفت و در مدرسه دارالفنون مشغول به تحصیل شد. در سال ۱۳۳۶ مدرک دیپلمش را گرفت و پس از قبولی در کنکور، رشته دامپزشکی در دانشگاه تهران را انتخاب کرد. مدرک دکترای خود را در سال ۱۳۴۱ به دست آورد. او از سال ۱۳۴۸ به عنوان دستیار بخش درونی گروه آموزشی علوم درمانگاهی دانشکده دامپزشکی مشغول به‌کار شد و در سال ۱۳۵۱ استادیار گردید. در سال ۱۳۵۳ برای گذراندن دوره تخصصی‌اش به فرانسه رفت و پس از اتمام دوره به ایران بازگشت. وی در سال ۱۳۵۶ دانشیار و در سال ۱۳۷۴ استاد گروه آموزشی علوم بالینی دانشکده دامپزشکی گردید. نادعلیان در سال ۱۳۸۰ به عنوان استاد نمونه دانشگاه تهران و چهار سال بعد به عنوان چهره ماندگار علمی کشور برگزیده شد. او در حال حاضر عضو پیوسته فرهنگستان علوم ایران و رئیس گروه علوم دامپزشکی این فرهنگستان است. به منظور بزرگداشت و آشنایی با این چهره ماندگار مستندی از زندگی او به کارگردانی محمدحسن عابدی نژاد ساخته و از شبکه مستند صدا و سیمای ایران پخش شده‌است.

## آثار علمی
نادعلیان در طول فعالیت علمی خود کتاب‌ها و مقالات متعددی را پیرامون رشته تخصصی‌اش ارائه کرده‌است که برخی از آنها عبارتند از:

### کتاب‌ها
- کتاب بیماری‌های دستگاه گوارش نشخوار کنندگان
- کتاب اصول معاینه دستگاه گوارش و اعصاب در نشخوار کنندگان و تک سمیها (با همکاری فریدون نورمحمد زاده و عباسعلی اطمینانی)
- ترجمه کتاب بیماریهای گوسفند نیوسام مارش (ترجمه)
- کتاب راهنمای کامل از اسب و پونی (ترجمه و نظارت)
- کتاب اصول معاینه دام (ویراستاری)

### مقاله‌ها
برخی از مقالات نادعلیان که در مجله‌های علمی منتشر شده‌است:
- وضعیت سل دامی در ایران و راه‌کارهای مناسب جهت کنترل آن
- مروری بر مهم‌ترین بیماری‌های قابل انتقال بین انسان و حیوان با نگاه ویژه به بیماری‌های نوپدید و بازپدید
- یافته‌های الکتروکاردیوگرافی در گاوان مبتلا به تیلریوز
- بررسی زخم معده در اسب عرب به روش آندوسکوپی
- بررسی اهمیت بیماری‌های انگلی نشخوار کنندگان
- اثرات القا مسمومیت آبستنی تحت بالینی در میش بر سطح سرولوپلاسمین سرم